# Frédéric de Hesse-Darmstadt (1759-1802)
Pour les articles homonymes, voir Frédéric de Hesse-Darmstadt.
Frédéric-Louis de Hesse-Darmstadt (en allemand Friedrich Ludwig von Hessen-Darmstadt), né le 10 juin 1759 à Bouxwiller en Alsace et mort le 11 mars 1802 à Darmstadt, est un prince de la maison régnante de Hesse-Darmstadt et un officier royal français, ayant le grade de maréchal de camp à la fin de sa carrière.

## Biographie

### Origine
Frédéric-Louis est le fils du landgrave Louis IX de Hesse-Darmstadt (1719-1790) et de Caroline Henriette (1721-1774), fille du comte palatin et duc Christian III de Deux-Ponts-Birkenfeld. Il est notamment le frère de Louis X de Hesse-Darmstadt, devenu le grand-duc Louis Ierde Hesse.
Sa sœur Frédérique-Louise de Hesse-Darmstadt épousa en 1769 Frédéric-Guillaume de Prusse, qui succéda à son oncle Frédéric le Grand en tant que roi de Prusse en 1786. Une autre de ses sœurs, Wilhelmine-Louise de Hesse-Darmstadt se maria avec le grand-duc Paul, futur empereur de Russie, en 1773, et fut ainsi un temps la belle-fille de l'impératrice Catherine II. Cependant, elle décèda en 1776.

### Éducation et activités
Frédéric et son frère cadet Christian de Hesse-Darmstadt furent instruits par Georg Wilhelm Petersen à partir de 1770. Le précepteur des princes (Prinzenerzieher) ou maître de cour (Hofmeister) des deux princes de Hesse-Darmstadt était le lieutenant-colonel Johann Franz von Zyllnhardt, qui fut ensuite maréchal de cour (Hofmarschall) à la cour de Darmstadt de 1790 à 1800. À partir de mars 1775, un an après la mort de leur mère, les jeunes princes étudièrent à Strasbourg, ville dans laquelle la famille possédaient un imposant hôtel. En novembre 1781, le prince Frédéric séjourna avec son frère Christian à la cour de Weimar, chez leur sœur Louise, épouse du duc Charles-Auguste de Saxe-Weimar-Eisenach.
Dans l'armée royale française, Frédéric fut promu au grade de commandant du régiment d'infanterie royal de Hesse-Darmstadt. En 1791, dans une France alors révolutionnaire, il fut nommé maréchal de camp.
Vers 1791, il s'intéressa également à l'histoire des Templiers et fit des recherches incognito à la bibliothèque universitaire de Göttingen. Il échangea à ce sujet avec Friedrich August von Lichtenberg, alors conseiller d'État et futur ministre d'État de Hesse-Darmstadt. Comme plusieurs autres membres de sa famille, le prince Frédéric était franc-maçon.
Le prince mourut des suites d'une longue maladie. C'est ainsi que commença un nouveau deuil à la cour de Darmstadt, juste au moment où celui du prince héritier Charles-Louis de Bade, époux de la sœur de Frédéric, Amélie, devait prendre fin, comme l'a noté Johann Wolfgang von Goethe. Le prince est enterré dans le vieux cimetière de Darmstadt.

## Famille
Sa compagne était Catharina Wenedick, originaire de Darmstadt, fille d'Andreas Wenedick, cavalier de la garde personnelle princière de Hesse à cheval. Après la mort du prince Frédéric, elle épousa le 18 juillet 1805, à Darmstadt, le valet hessois Justus Binding.
Les enfants issus de la relation du prince Frédéric et de Catharina n'obtinrent certes pas la noblesse, comme cela aurait été l'usage lors d'un mariage morganatique, mais ils reçurent le nom de famille patronymique Friedrich, qui désignait le prince Frédéric (en allemand : Friedrich) comme leur père.
- Leur fille Lisette Thimotee Friedrich (né le 24 janvier 1799) se maria à Karlsruhe le 24 janvier 1825 avec un premier lieutenant grand-ducal badois.
- Leur fils Frédéric Friedrich (né vers 1800) devint sous-officier dans l'artillerie badoise à Karlsruhe[11].

Le prince Frédéric de Hesse-Darmstadt est cousin de son contemporain le prince Frédéric Georges Auguste de Hesse-Darmstadt.